# Героический партизан
«Героический партизан» (исп. Guerrillero Heroico) — каноническая фотография кубинского революционера аргентинского происхождения Эрнесто Гевара де ла Серна (более известного как Че Гевара) авторства кубинского фотографа Альберто Корды. Снимок сделан 5 марта 1960 года в Гаване на митинге памяти жертв взрыва теплохода «Ля Кувр», с помощью камеры Leica M2 на плёнку компании Eastman Kodak.
В конце 1960-х фотография, вкупе с последующей революционной деятельностью и казнью, оформила харизматичный и противоречивый образ Че Гевары как «культурной иконы». Корда впоследствии говорил, что этот снимок запечатлел выражение лица, отражающее «абсолютную непримиримость» и стоический характер Че Гевары.

## История

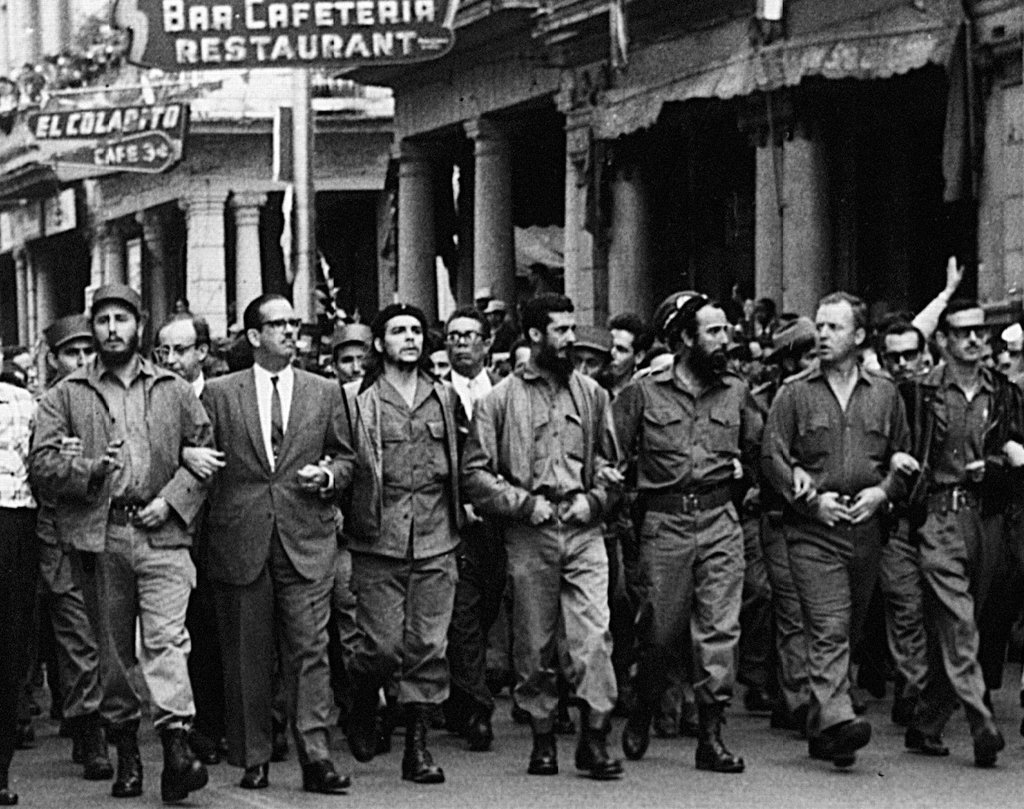
Че Гевара (в центре) и Фидель Кастро (крайний слева) во время марша к кладбищу Колон

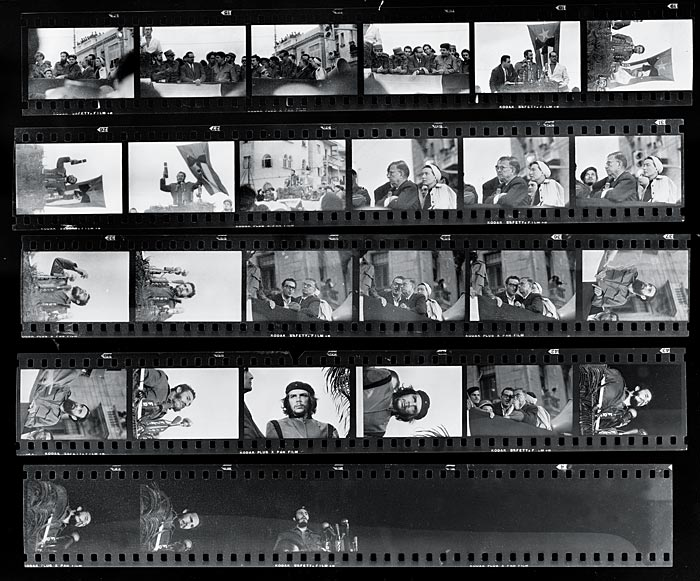
Плёнка Альберто Корды. Guerrillero Heroico — третий кадр слева в четвертом ряду сверху.

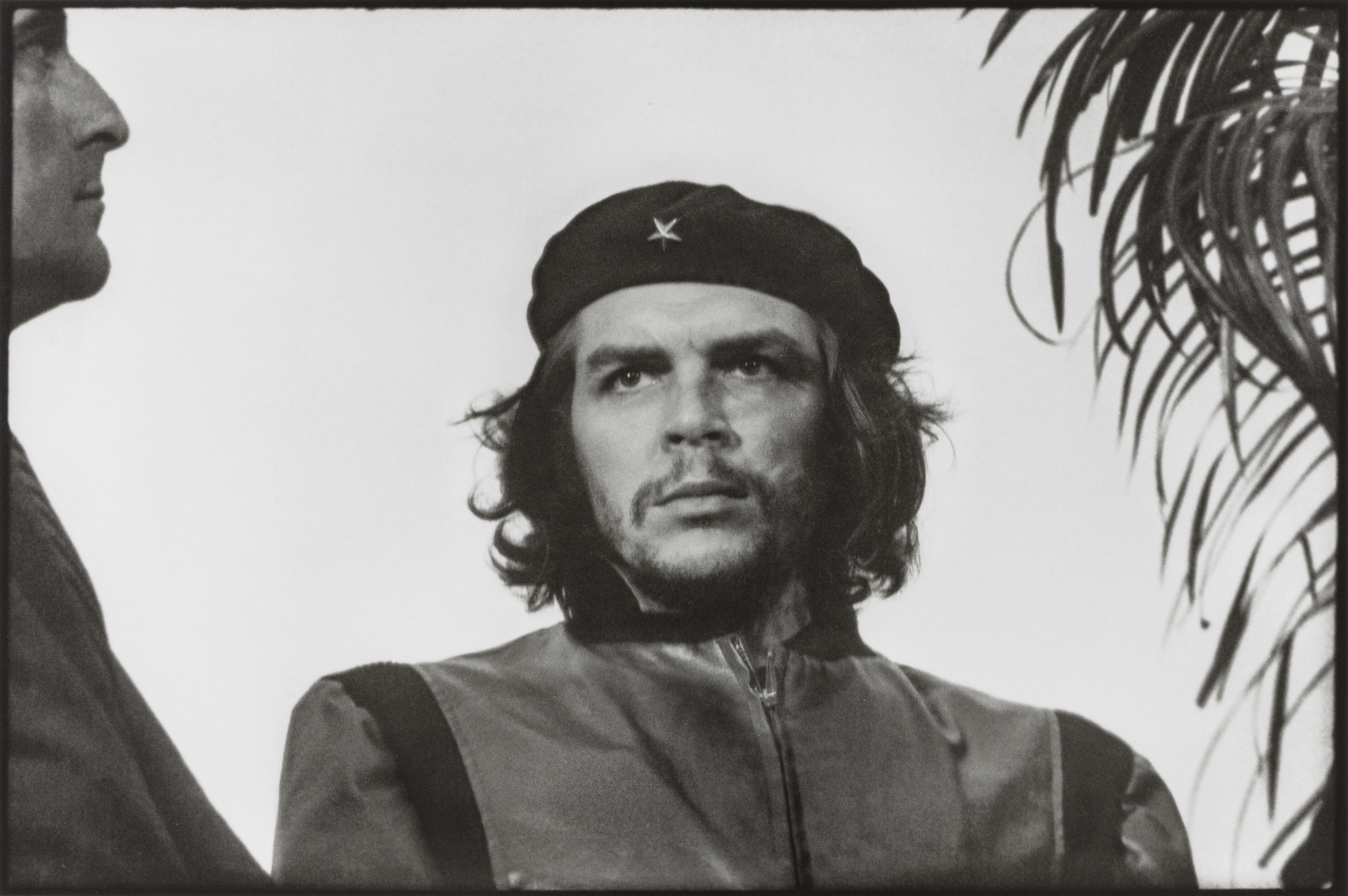
Оригинальное фото

Грузовое судно «La Coubre» взорвалось в 15:10 4 марта 1960 года во время разгрузки в порту Гаваны. При этом погибло более ста человек и более двух сотен пострадало. Эрнесто Гевара (тогда министр промышленности), находившийся в момент взрыва в здании национального института аграрных реформ, незамедлительно прибыл в порт и участвовал в спасательной операции, на протяжении нескольких часов предоставляя медицинскую помощь раненым.
На следующий день, 5 марта, лидер кубинской революции Фидель Кастро обвинил в организации взрыва ЦРУ. В речи, сказанной в ходе траурного митинга памяти жертв теракта и последующего марша по бульвару Малекон к кладбищу Колон, Фидель впервые произнес ставшую впоследствии знаменитой фразу «Родина или смерть» (исп. Patria o Muerte). Альберто Корда, официальный фотограф Кастро, в 11:20 запечатлел Че Гевару, когда он на несколько секунд попал в кадр.
На берете Эрнесто видна звёздочка Хосе Марти, отличительный признак команданте, полученная от Фиделя Кастро в июле 1957 года вместе с этим званием.

## Авторские права
Корда сделал свою фотографию общественным достоянием и никогда не требовал авторских отчислений, хотя снимок и производные от него на протяжении десятилетий использовались в самых различных медиа.
Однако фотограф не хотел коммерциализации портрета и подал в суд за его использование в рекламе водки Smirnoff (полученные в результате досудебного соглашения пятьдесят тысяч долларов были пожертвованы кубинской здравоохранительной системе). Комментируя незаконное использование его фотографии, художник сказал:

«Как сторонник идеалов, за которые умер Че Гевара, я не питаю неприязни к тем, кто хочет распространять его память и дело социальной справедливости по всему миру, но я категорически против эксплуатации изображения Че для продвижения таких продуктов, как алкоголь, или для любых целей, порочащих репутацию Че».

## Влияние на культуру
Знаменитое фото стало основой многих произведений искусства, причём некоторые из них (например, стилизация ирландского художника Джима Фицпатрика), в свою очередь, сами приобрели культовый статус.

Стилизованный образ работы Джима Фицпатрика (1968 г.)
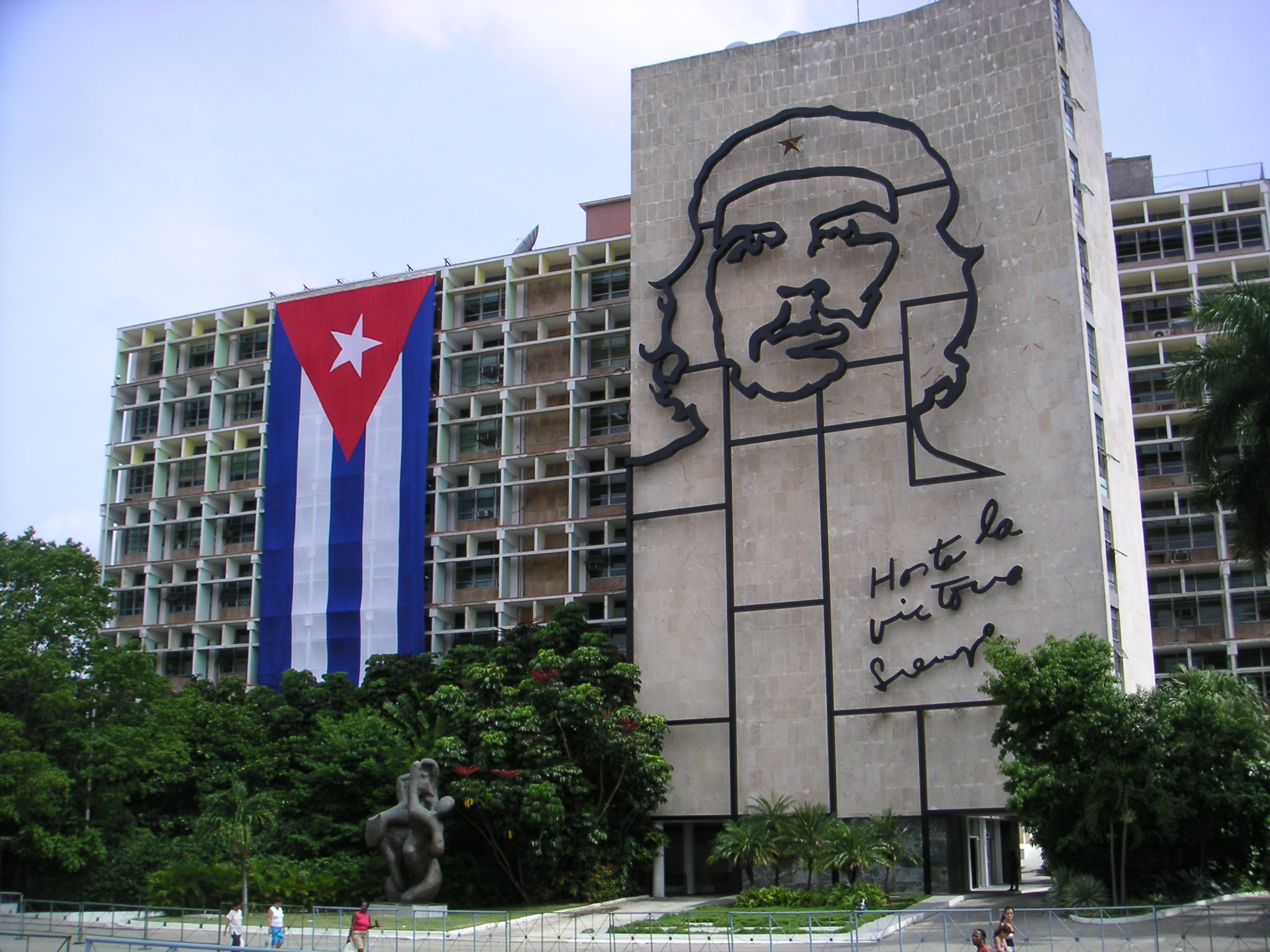
Скульптура на здании министерства внутренних дел (площадь Революции, Гавана)
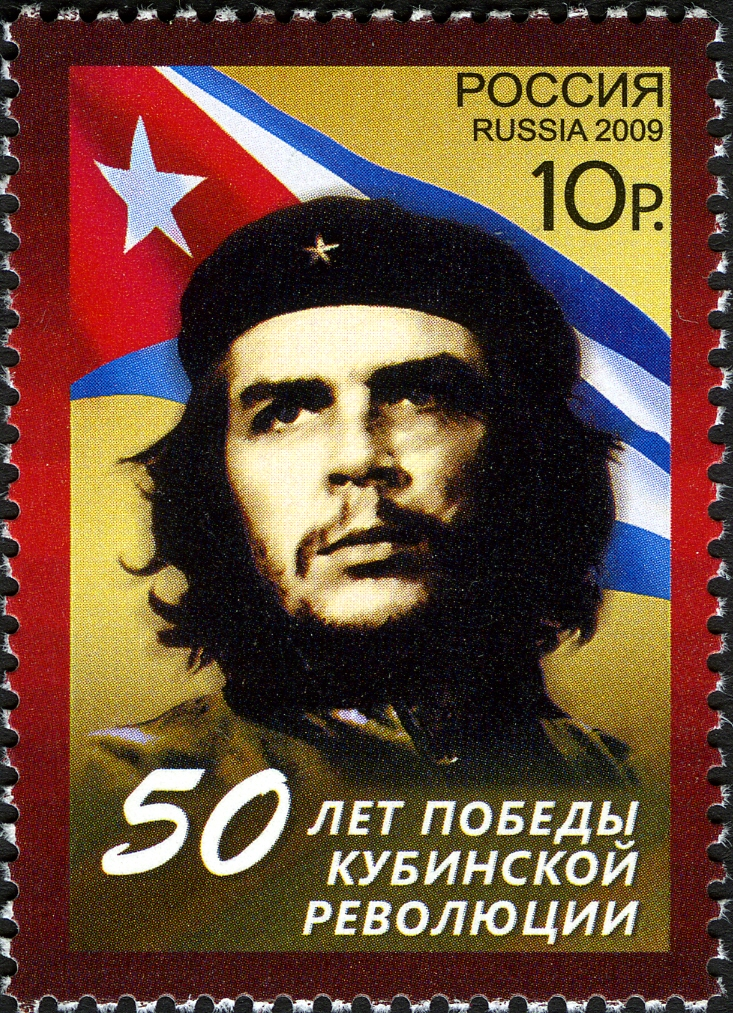
Российская почтовая марка «50 лет победы кубинской революции» (2009 г.)
3 кубинских песо 2004 года. Лицевая сторона.